# Culicoides florenciae
Culicoides florenciae är en tvåvingeart som beskrevs av Messersmith 1972. Culicoides florenciae ingår i släktet Culicoides och familjen svidknott.
Artens utbredningsområde är Colombia. Inga underarter finns listade i Catalogue of Life.